# زیئون-زیبروک
زیئون-زیبروک (به آلمانی: Seeon-Seebruck) یک شهر در آلمان است که در بایرن واقع شده‌است.

## خصوصیات
زیئون-زیبروک ۴۷٫۹۲ کیلومترمربع مساحت دارد ۵۳۷ متر بالاتر از سطح دریا واقع شده‌است.